# 铁西街道 (北安市)
铁西街道，是中华人民共和国黑龙江省黑河市北安市下辖的一个乡镇级行政单位。

## 行政区划
铁西街道下辖以下地区：
海圣社区和冠安社区。